# Kvænangen
Gmina Kvænangen (norw. Kvænangen kommune) – norweska gmina leżąca w regionie Troms. Jej siedzibą jest miasto Burfjord.
Kvænangen jest 26. norweską gminą pod względem powierzchni.

## Demografia
Według danych z roku 2005 gminę zamieszkuje 1401 osób. Gęstość zaludnienia wynosi 0,66 os./km². Pod względem zaludnienia Kvænangen zajmuje 378. miejsce wśród norweskich gmin.
| ludność stan na 1 stycznia 2005 |         |           |       |
|                                 | kobiety | mężczyźni | razem |
| osób                            | 731     | 670       | 1401  |
| %                               | 52,18%  | 47,82%    | 100%  |

| wykształcenie stan na 1 października 2004 |        |         |        |        |
|                                           | podst. | średnie | wyższe | niezn. |
| osób                                      | 388    | 594     | 150    | 19     |
| %                                         | 33,71% | 51,61%  | 13,03% | 1,65%  |

## Edukacja
Według danych z 1 października 2004:
- liczba szkół podstawowych (norw. grunnskolar): 5
- liczba uczniów szkół podst.: 192

## Władze gminy
Według danych na rok 2011 administratorem gminy (norw. rådmann) jest Liv-Wigdis Smith, natomiast burmistrzem (norw. ordfører, d. borgermester) jest John Helland.